# Sedum nussbaumerianum
Espèce
Classification phylogénétique
Sedum nussbaumerianum syn. Sedum adolphi Hamet 1912 ou Golden Sedum, est une espèce de plante succulente de la famille des Crassulaceae.
Elle est originaire de Veracruz au Mexique où elle pousse en symbiose avec une bromeliaceae (Hechtia tillandsioides) sur des parois de roches volcaniques. C'est donc une plante qui a besoin de soleil, d'un sol essentiellement minéral et drainant et de peu de matière organique puisqu'elle ne se nourrit que des feuilles décomposées de H. tillandsioides dans son habitat naturel.

## Description
Les feuilles de Sedum nussbaumerianum sont charnues, droites, de 3 à 5 cm de long, plutôt plates au-dessus et le dessous, bombé, ressemble à une coque de bateau. Elles ont des tons vert olive et prennent une teinte jaune-orangé bordée de rouge en plein soleil. Chaque feuille a la capacité de prendre racine pour redonner la plante entière.
Sedum nussbaumerianum est buissonnante, elle pousse lentement atteignant une vingtaine de centimètres de haut, pour 50 à 60 cm de largeur. De vieux spécimens naturels atteignent un mètre de large.
Les fleurs parfumées sont en étoile à cinq pétales blancs avec des longues étamines blanches comme leur filet, Elles fleurissent sous forme de pompons au bout des tiges,,
Les vieilles tiges de Sedum nussbaumerianum se lignifient et ne font pas de racines aériennes.

## Étymologie
Sedum nussbaumerianum a été nommée ainsi en l'honneur de Ernst Nussbaumer (1873-1941), un jardinier en chef suisse du Parc Botanique de Brême et ami de Georg Bitter.

## Galerie

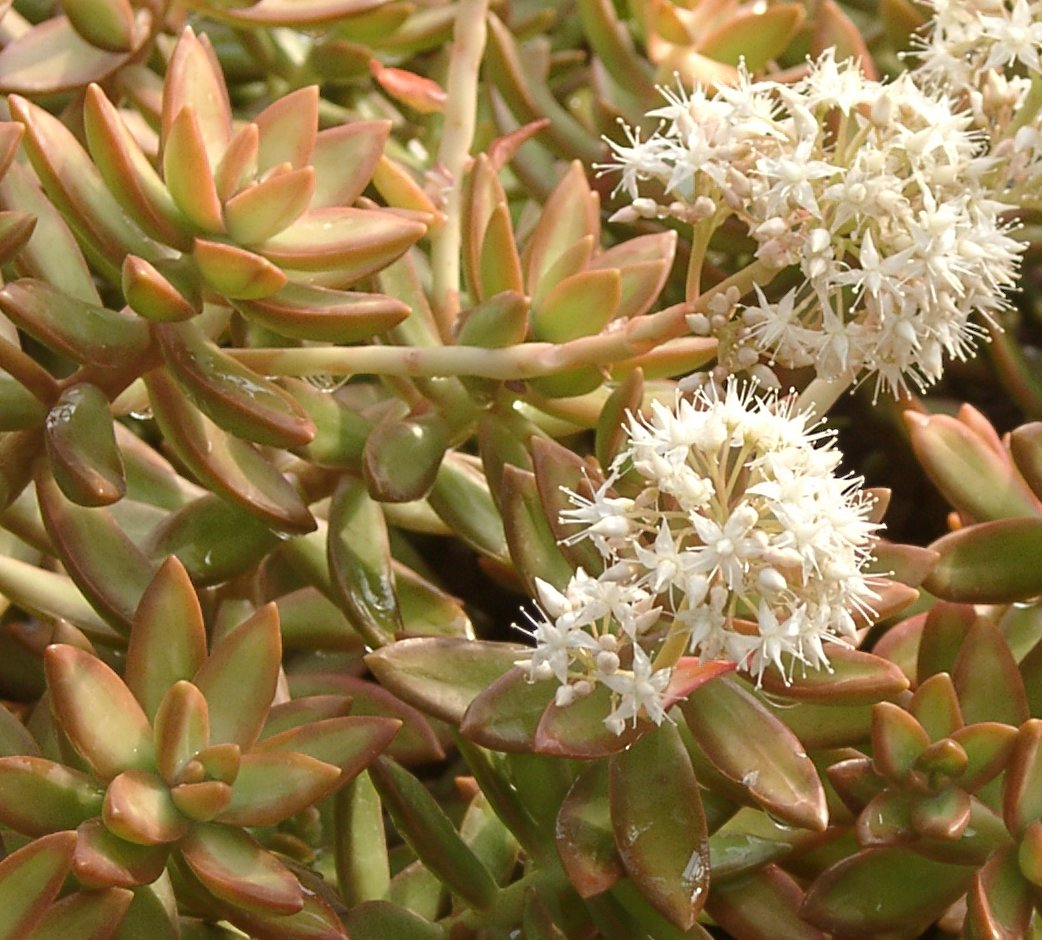
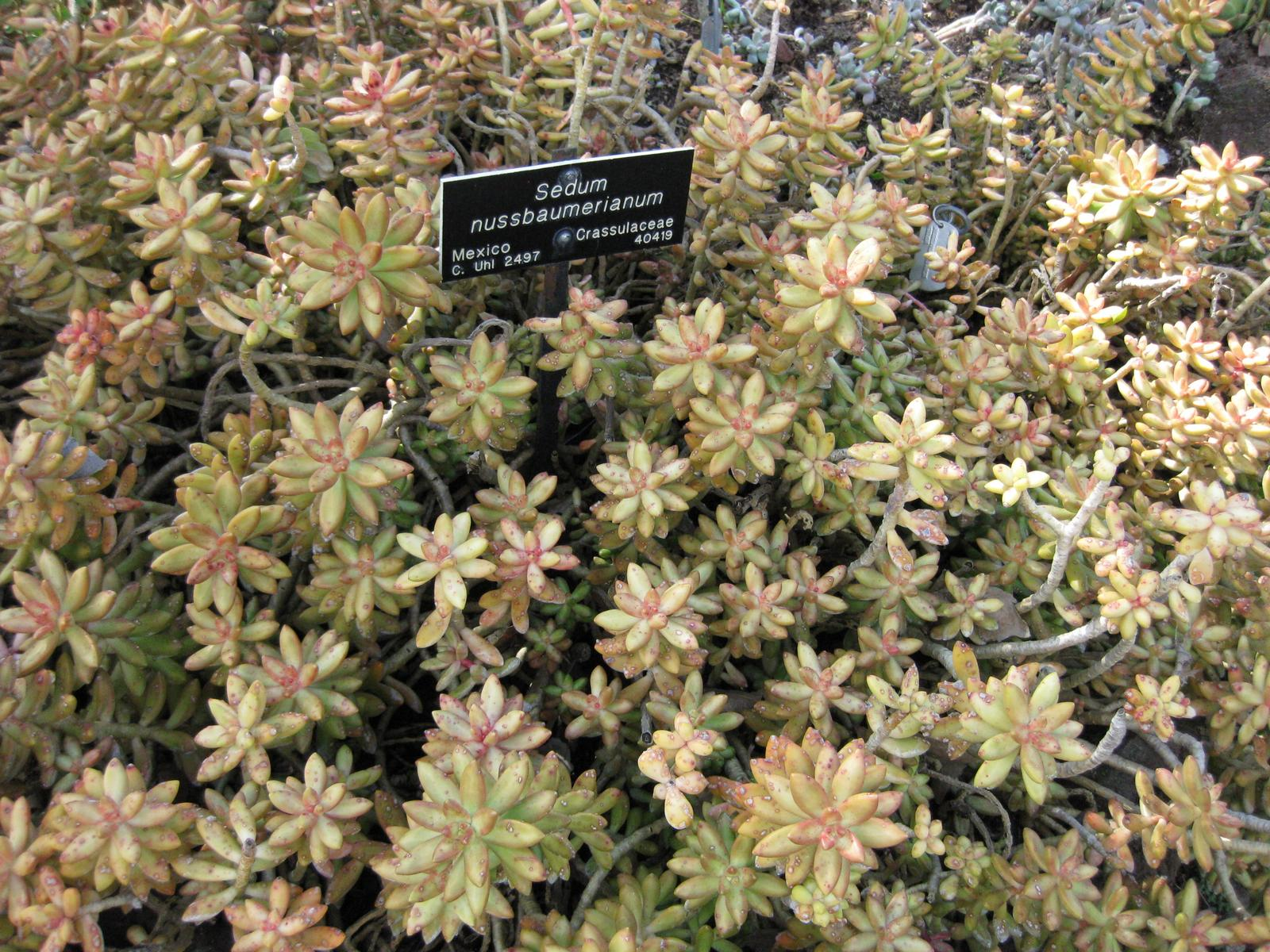
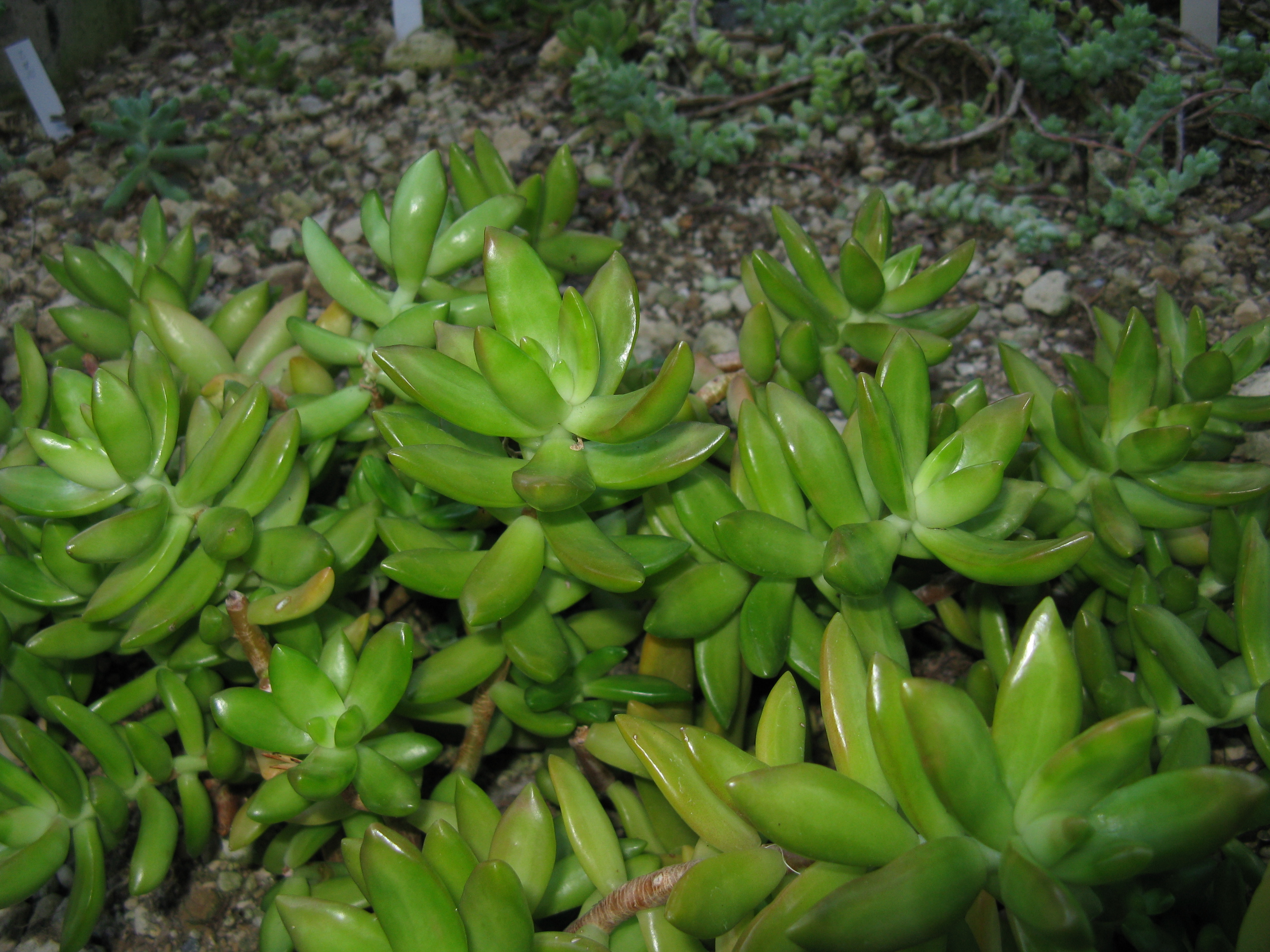
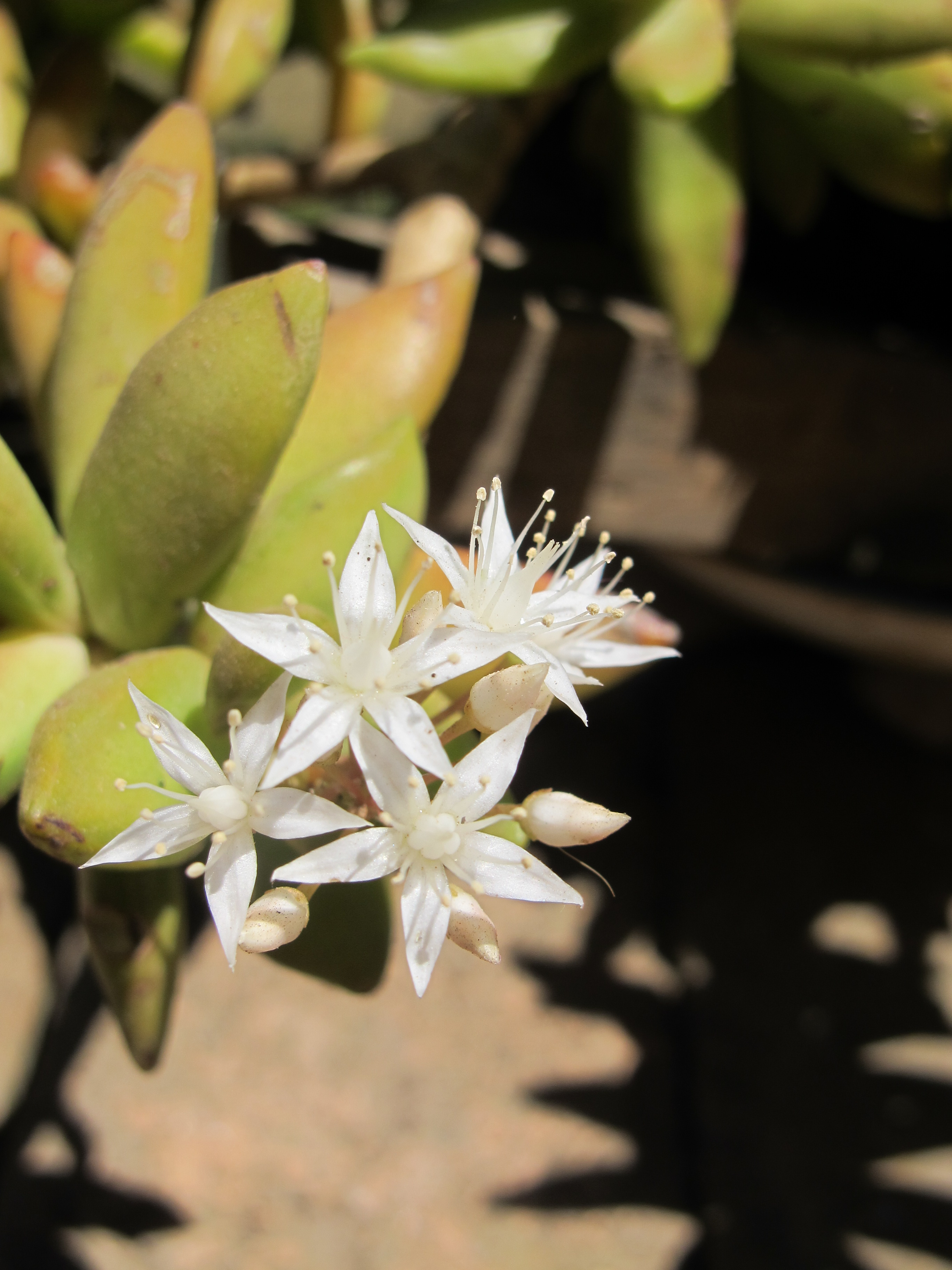
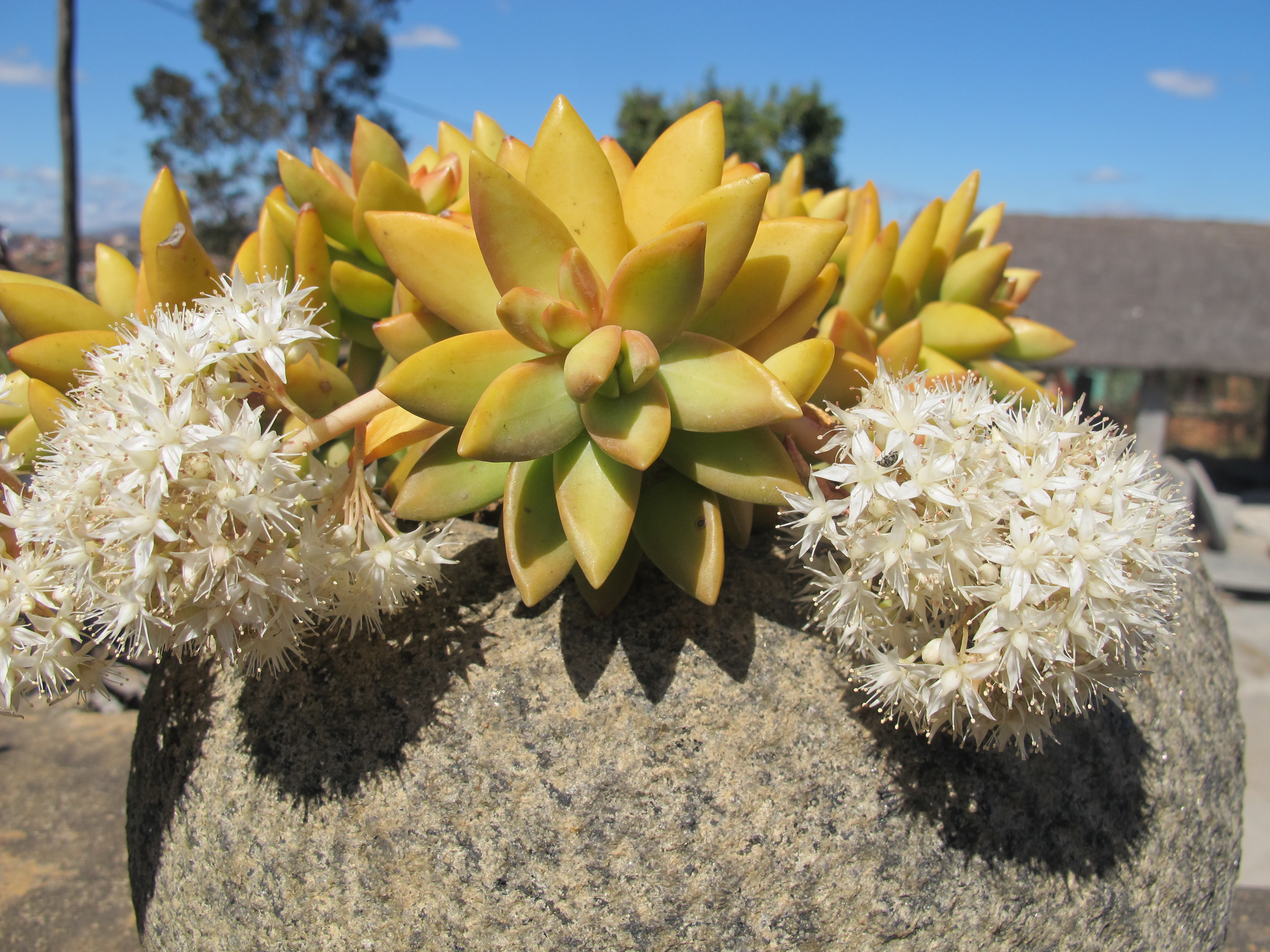
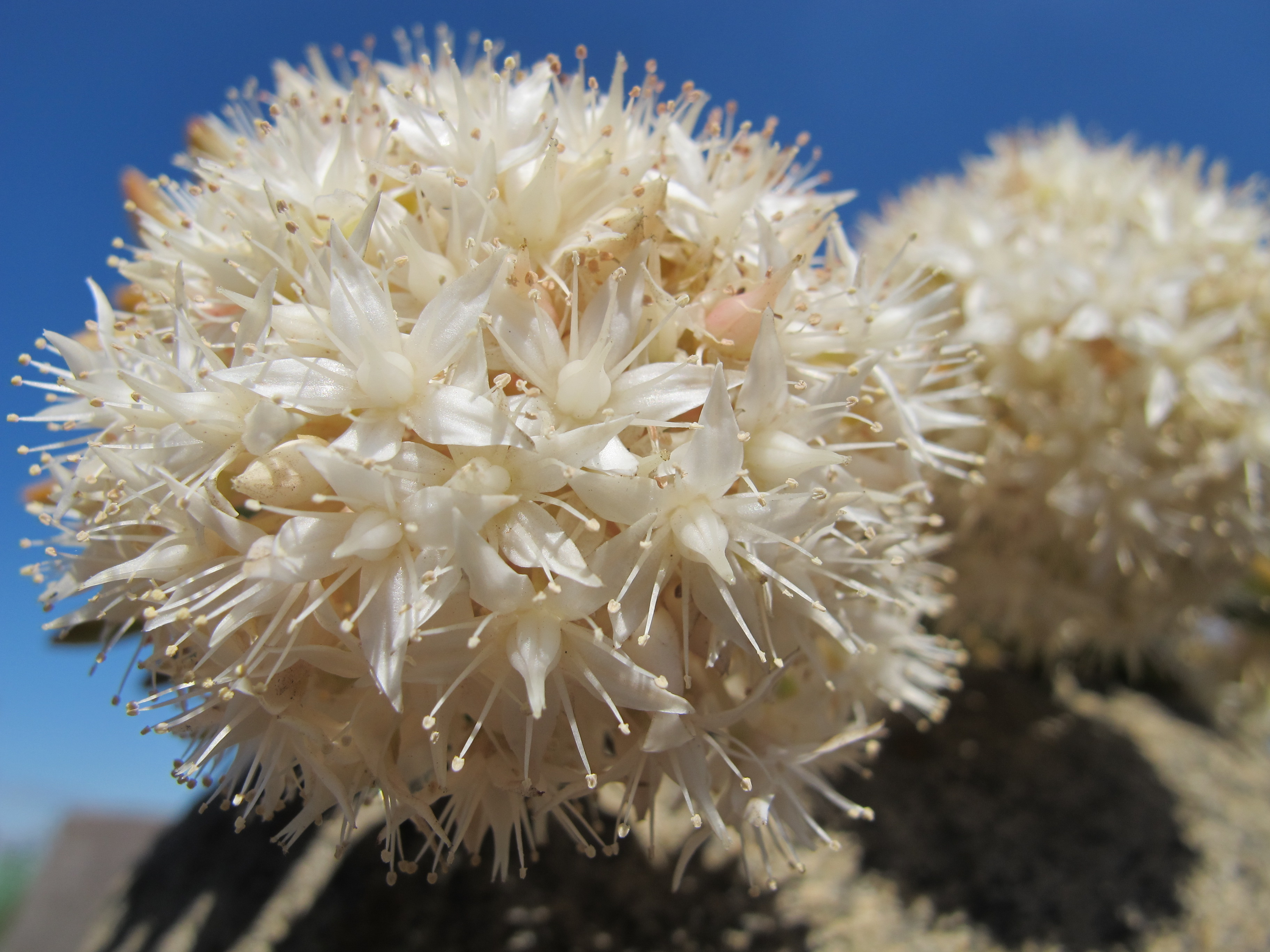